# Donkere heivlinder
De donkere heivlinder (Hipparchia fatua) is een dagvlinder uit de familie van de Nymphalidae, de vossen, parelmoervlinders en weerschijnvlinders en de onderfamilie Satyrinae. De spanwijdte bedraagt 30 tot 34 millimeter. De soort wordt makkelijk verward met de kleine heivlinder. Ook de keuze voor biotoop komt met de kleine heivlinder behoorlijk overeen: dicht struikgewas, rotsachtige hellingen, droge grazige vegetaties, open bos en boomgaarden - alles veelal met bomen.
De soort komt voor van de Balkan, via Klein-Azië tot in Iran. De vlinder vliegt tot 1500 meter boven zeeniveau. De vliegtijd is van juni tot en met oktober.

## Waardplant
De waardplant van de donkere heivlinder zijn diverse grassen. De soort overwintert als rups.